# Ion Marin
Ion Marin (n. 9 iulie 1960, București, România) este un dirijor austriac de origine română. El este recunoscut pe plan internațional, atât în operă, cât și în muzica simfonică.

## Tinerețe
Născut la București, fiul celebrului dirijor de cor Marin Constantin, fondatorul Corului Madrigal, Ion Marin a început să studieze pianul și vioara la vârsta de trei ani. A absolvit Liceul George Enescu în 1979. În 1983 a absolvit în domeniul compoziției la Academia Națională de Muzică din București, unde a studiat cu Tiberiu Olah și Anatol Vieru. Și-a finalizat educația la Salzburg Mozarteum cu Carlo Zecchi și Chiggiana Accademia din Siena, cu Franco Ferrara.
Ca urmare a debutului în 1981, a fost numit prim dirijor al Filarmonicii Arad (Transilvania). El a fondat Orchestra de Cameră a Filarmonicii Transilvania, cu care a făcut turul Franței și Italiei, între 1983 și 1985. Între 1982 și 1985, a condus cele mai multe orchestre din România, precum și orchestre din Cehoslovacia, Republica Democrată Germană și Uniunea Sovietică.

## Schimbare radicală
În anul 1986, Ion Marin primește Gottfried von Herder Preis-Stipendium al Universității din Viena. El solicită azil politic în Austria și este condamnat în absență de regimul Ceaușescu. Se întoarce ca dirijor în 2007 în România.

## Începutul carierei
În anul 1987, Ion Marin, dirijează opera Wozzeck a lui Berg la Opera din Viena și este angajat de Claudio Abbado ca dirijor asistent. În februarie 1988, debutează oficial cu „Maria Stuarda” (Gruberova, Baltsa, Araiza) și devine dirijor rezident în cadrul Abbado, ca director muzical.
Până în anul 1991, dirijează la Opera din Viena un repertoriu extins, de la Mozart, la Alban Berg.
La Viena, colaborează cu unii dintre cei mai mari cântăreți ai lumii: Luciano Pavarotti (Un ballo in maschera), Jose Carreras (Carmen), Thomas Hampson, Gundula Janowitz, Hermann Prey (Le Nozze di Figaro), Ruggero Raimondi, Agnes Baltsa (L'Italiana in Algeri), Hildegard Behrens (Wozzeck), Eva Marton (Elektra), Giuseppe Taddei (L'Elisir d'amore).
În 1988, primește cetățenie austriacă prin Decret prezidențial, pentru contribuția specială adusă Republicii Austria.

## Activitatea de operă - Cele mai importante opere
Din 1988, Ion Marin devine dirijor la cele mai importante teatre de operă din întreaga lume.
Se pot evidența următoarele opere: Opera Metropolitană din New York – Ariadne auf Naxos (1993), La Rondine (2013), Semiramide (1992), Flautul Magic (1994); Teatro alla Scala – Manon (2006); Opera de Stat din Bavaria München - Werther (2004, 2005), Eugene Onegine (2008); Opera din Paris Bastille – Les Contes d'Hoffmann (1992); Semperoper Dresden – Visul unei nopți de vară (2002); Opera din Zürich– La cenerentola (2007); Deutsche Oper Berlin – Cavalleria/Pagliacci (2005), L'Italiana in Algeri (2003);  Opera din San Francisco – La Rondine (2007), Barbiere di Siviglia (1992); Nuovo Piccolo Teatro Milano – Cosi fan tutte (1999); Opera de Stat din Hamburg – Nabucco (2004), Opera din Copenhaga – Billy Budd (2002), The Rake's Progress (2010); Teatro La Fenice - L'Italiana in Algeri (1991), Le Nozze di Figaro (1992).
Dintre cântăreții cu care Ion Marin a dirijat de-a lungul anilor, pot fi amintiți: Jessye Norman, Cecilia Bartoli, Placido Domingo, Angela Gheorghiu, Margaret Price, Renee Fleming, Cheryl Studer, Samuel Ramey, Dimitri Hvorostovsky, Elina Garanca, Jonas Kaufmann, Ruggero Raimondi, Roberto Alagna, Piotr Beczala, Kathleen Battle, Katia Riciarelli, Waltraud Meier, Peter Seiffert.
Producătorii cu care acesta a colaborat îi includ pe: Giorgio Strehler, Roman Polanski, David Poutney, Jean Pierre Ponnelle, David Hockney, Elijah Moshinsky, Nicolas Joel, Jerome Savary, Francesca Zambello, Harry Kupfer, Kirill Serebrenikov.

## Concerte simfonice - Cele mai importante concerte
Fără a urmări vreodată posturi permanente, în activitatea de dirijor invitat a lui Ion Marin se evidențiază următoarele:
- Germania: Filarmonica din Berlin (2007, 2010), Orchestra Simfonică a Radiodifuziunii Bavareze (2000, 2002, 2003, 2004), Gewandhaus Leipzig (1999, 2005), Staatskapelle Dresden (concerte și turnee 1997- 2005), Filarmonica din München (concerte și turnee 2002-2008)[15][16], Orchestra Simfonică a Radiodifuziunii din Berlin (concerte și turnee (2001-2008, 2016)[17]. Din 2014, devine dirijor invitat principal al Hamburger Symphoniker[18].

În 2004, a fondat Philharmonic Sinfonietta Berlin cu membri ai Filarmonicii din Berlin, cu care, între 2005 și 2008, a făcut turul Europei, Japoniei și Coreei.
- Regatul Unit:  Orchestra Simfonică din Londra (concerte și turnee 1991-1995, 2006, 2007, 2015)[20], Orchestra Philharmonia (2004, 2005, 2007), Filarmonica din Londra (1998, 2002, 2006), Filarmonica Regală (2012), Orchestra Simfonică din Bournemouth (2014), BBC Scottish (2000-2003).
- Franța:  Orchestre National de France (2004-2008), Philharmonique de Radio France (2009, 2012)[21], Orchestre National d'Ile de France (2004-2015), Philharmonique de Monte Carlo (2002-2012), Orchestre de L'Opera Bastille (1993, 2007).
- Rusia: Filarmonica din Sankt Petersburg (2013-2016)[22], Orchestra Simfonică de Stat din Svetlanov (2006-2015), Orchestra Opera Bolshoi (2009), Moscow Virtuosi (2007). Între 2004 și 2008 el a fost primul dirijor invitat al Orchestra Filarmonicii Naționale din Rusia.
- Japonia:  Orchestra Simfonică NHK (2009-2012)[23], Orchestra Tokyo Metropolitan (2010, 2013), Filarmonica din Osaka (2010, 2012, 2014), New Japan Philharmonic (2008, 2011).
- Cehia: Filarmonica Cehă (concerte și turnee 2008–2013)[24], Orchestra Simfonică a Radiodifuziunii din Praga (2014).
- Ungaria:  Orchestra Festivalului din Budapesta (2007, 2010)[25], Orchestra Filarmonică din Budapesta (2011-2015).

Apariții la festivaluri între 1993 - 1996 includ: Orchestra din Philadelphia, Filarmonica din Israel, Orchestra dell'Accademia di Santa Cecilia, Orchestre de Paris.
Soliști:  Printre artiștii cu care imparte podiumul, se numără "Marta Argerich, Yo-Yo Ma, Frank Peter Zimmermann, Maxim Vengerov, Gidon Kremer, Jean Yves Thibaudet, Hélène Grimaud, Sarah Chang. El a avut privilegiul de a lucra cu minți luminate ale muzici, cum ar fi Isaac Stern, Mstislav Rostropovich și Alexis Weissenberg.

## Discografie
Discografia lui Ion Marin i-a adus doua nominalizari la premiile Grammy (1992, 1994), un Diapason d'Or (1992) și Premiul Echo Klassik (2012).
| Album                                                        | Orchestra                   | Label               | Year |
| ------------------------------------------------------------ | --------------------------- | ------------------- | ---- |
| Max Bruch, Violin Concertos - Guy Braunstein                 | Bamberger Symphoniker       | Tudor               | 2013 |
| Marta Argerich: Lugano Concerts                              | Orchestra Svizzera Italiana | Deutsche Grammophon | 2012 |
| The Waldbühne Box                                            | Berliner Philharmoniker     | Euro Arts           | 2012 |
| Legacy, David Garrett                                        | Filarmonica Royal           | Decca               | 2011 |
| Dvorak, Symphony no. 9                                       | Filarmonica Cehă            | Exton               | 2011 |
| An evening with Renee Fleming                                | Berliner Philharmoniker     | EuroArts            | 2010 |
| Salut – Piotr Beczala                                        | Orchestra Radio München     | Orfeo               | 2008 |
| Rossini, La Cenerentola Bartoli,Widmer, Osborn, Chausson     | Orchestra Zürich            | House of Opera      | 2007 |
| Bruckner, Symphony no.4                                      | BBC Scottish                | BBC Music           | 2004 |
| Live from Covent Garden - Angela Gheorghiu                   | Royal Opera Covent Garden   | Emi                 | 2002 |
| Mahler, Symphony no.4                                        | BBC Scottish                | BBC Music           | 2001 |
| Mysterium - Angela Gheorghiu                                 | Filarmonica Londra          | Decca               | 2001 |
| Joaquin Rodrigo Panorama                                     | Orchestra Philarmonia       | Deutsche Grammophon | 2000 |
| Barbara Hendricks – Mozart                                   | Orchestra English Chamber   | Emi                 | 1998 |
| Dmitri Dimitri Hvorostovsky                                  | Orchestra Philharmonia      | Philips             | 1997 |
| Placido Domingo Duetsy                                       | Orchestra Simfonică Londra  | Deutsche Grammophon | 1994 |
| Bel Canto - Dimitri Hvorostovsky                             | Orchestra Philharmonia      | Philips             | 1994 |
| Rossini, Semiramide Studer, Ramey, Lopardo,Larmore           | Orchestra Simfonică Londra  | Deutsche Grammophon | 1994 |
| Donizetti, Lucia di Lammermoor Studer,Domingo,Pons,Ramey     | Orchestra Simfonică Londra  | Deutsche Grammophon | 1993 |
| Rossini, Il Signor Bruschino Battle, Ramey, Lopardo, Larmore | Orchestra English Chamber   | Deutsche Grammophon | 1993 |
| Khatchaturian Flute Concerto - Patrick Gallois               | Orchestra Philharmonia      | Deutsche Grammophon | 1992 |
| Rossini Heroines - Cecilia Bartoli                           | Teatro La Fenice            | Decca               | 1992 |
| Ave Maria – Cheryl Studer                                    | Orchestra Simfonică Londra  | Deutsche Grammophon | 1992 |
| Agnes Baltsa sings Rossini                                   | Wiener Symphoniker          | Sony Classical      | 1991 |
| Ferruccio Furlaneto sings Mozart                             | Wiener Symphoniker          | Sony Classical      | 1991 |

## Implicare socială
În 2011, Ion Marin a creat în România Proiectul Cantus Mundi, o inițiativă de integrare socială bazată pe muzică de cor, cu scopul de a depăși diverse tipuri de discriminare, prin reunirea copiilor din România, bogați și săraci, cu handicap de mișcare, minorități etnice, orbi, copii cu autism și orfani. În 2014, prin hotărâre a Guvernului, Cantus Mundi a devenit un Program Național și a fost implementat în întreaga țară. Acesta își propune să ajungă la peste 250 000 de copii în următorii trei ani. Partea complementară a proiectului, Symphonia Mundi, bazată pe jocuri de grup instrumentale, a fost lansată în 2016.

## Viața personală
Ion Marin este căsătorit cu Hrisanta Trebici-Marin (Doctor), muzicolog și profesor asociat la Universitatea Franklin din Elveția. Împreună au un fiu, Emmanuel Alexis, născut în 1996.